# Susanne Brück
Susanne Brück geborene Messner (* 30. November 1972 in Saarbrücken) ist eine deutsche Fußballspielerin.

## Karriere

### Vereine
Die 169 cm große Mittelfeldspielerin Brück spielte zu Beginn ihrer Karriere für den VfR 09 Saarbrücken, bevor die Frauenfußballabteilung zur Saison 1997/98 geschlossen zum  1. FC Saarbrücken übertrat.
Von 2000 bis 2002 bestritt sie für den 1. FC Saarbrücken 29 Punktspiele, in denen sie zwei Tore erzielte. Ihr Debüt in der höchsten Spielklasse im deutschen Frauenfußball gab sie am 15. Oktober 2000 (1. Spieltag) bei der 0:3-Niederlage im Auswärtsspiel gegen den FFC Brauweiler Pulheim über 90 Minuten. Ihr erstes Bundesligator erzielte sie am 12. November 2000 (4. Spieltag) beim 3:1-Sieg im Heimspiel gegen den FFC Heike Rheine mit dem Treffer zum 1:0 in der dritten Minute. Am Ende der Folgesaison stieg sie mit ihrer Mannschaft in die Regionalliga Südwest ab. Nach nur einer Saison gewann sie mit ihrer Mannschaft die regionale Meisterschaft – und über die Aufstiegsrunde für die Bundesligasaison 2003/04 – gelang die Rückkehr in diese; jedoch nicht mit ihr.
Sie spielte ab der Saison 2003/04 für den SV Dirmingen in der Regionalliga Südwest, die letztmals als zweithöchste Spielklasse ausgetragen wurde. Mit der regionalen Meisterschaft am Saisonende 2006/07 stieg sie mit der Mannschaft in die 2. Bundesliga Süd auf. Während ihre Mannschaft am Ende der Folgesaison aus dieser abstieg, spielte sie bereits für die zweite Mannschaft des SV Dirmingen – bis 2011.
Danach schloss sie sich dem SV Furpach, einem Stadtteilverein von Neunkirchen (Saar) an, für den sie von 2011 bis 2013 lediglich acht Punktspiele in der drittklassigen Regionalliga Südwest bestritt.
Anschließend spielte sie bis Jahresende 2014 für die SG Rastbachtal und von Januar 2015 bis Juni 2017 für den TuS Jägersfreude, bevor sie erneut in der Regionalliga Südwest in einem Punktspiel für den 1. FC Riegelsberg in der Saison 2017/18 eingesetzt wurde. Danach spielte sie fortan für deren zweite Mannschaft.

### Nationalmannschaft
Bereits als Spielerin des VfR 09 Saarbrücken reifte sie zur Nationalspielerin und debütierte in der A-Nationalmannschaft beim 2:0-Sieg über die Nationalmannschaft Englands im Viertelfinal-Hinspiel in der Qualifikation für die Europameisterschaft 1991 in Dänemark. Beim 4:0-Testspielsieg über die Nationalmannschaft Polens am 5. September 1992 in Jaworzno wurde sie in der 70. Minute für Tanja Rastetter ausgewechselt. Ihr letztes Länderspiel bestritt sie am 11. Oktober 1992 in Moskau beim 7:0-Sieg über die Nationalmannschaft Russlands im Viertelfinal-Hinspiel in der Qualifikation für die Europameisterschaft 1993 in Italien.

## Erfolge
- Meister Regionalliga Südwest 2003
- Meister Regionalliga Südwest 2007